# Dysphania cristata
Dysphania cristata là loài thực vật có hoa thuộc họ Dền. Loài này được (F.Muell.) Mosyakin & Clemants mô tả khoa học đầu tiên năm 2002.